# هيلموت شنايدر
هيلموت شنايدر (بالألمانية: Helmut Schneider (Physiker)) (و. 1919 – 2011 م) هو فيزيائي، وأستاذ جامعي من ألمانيا .

## مناصب وهيئات
أدار جامعة فريبورغ.